# Tata Winger

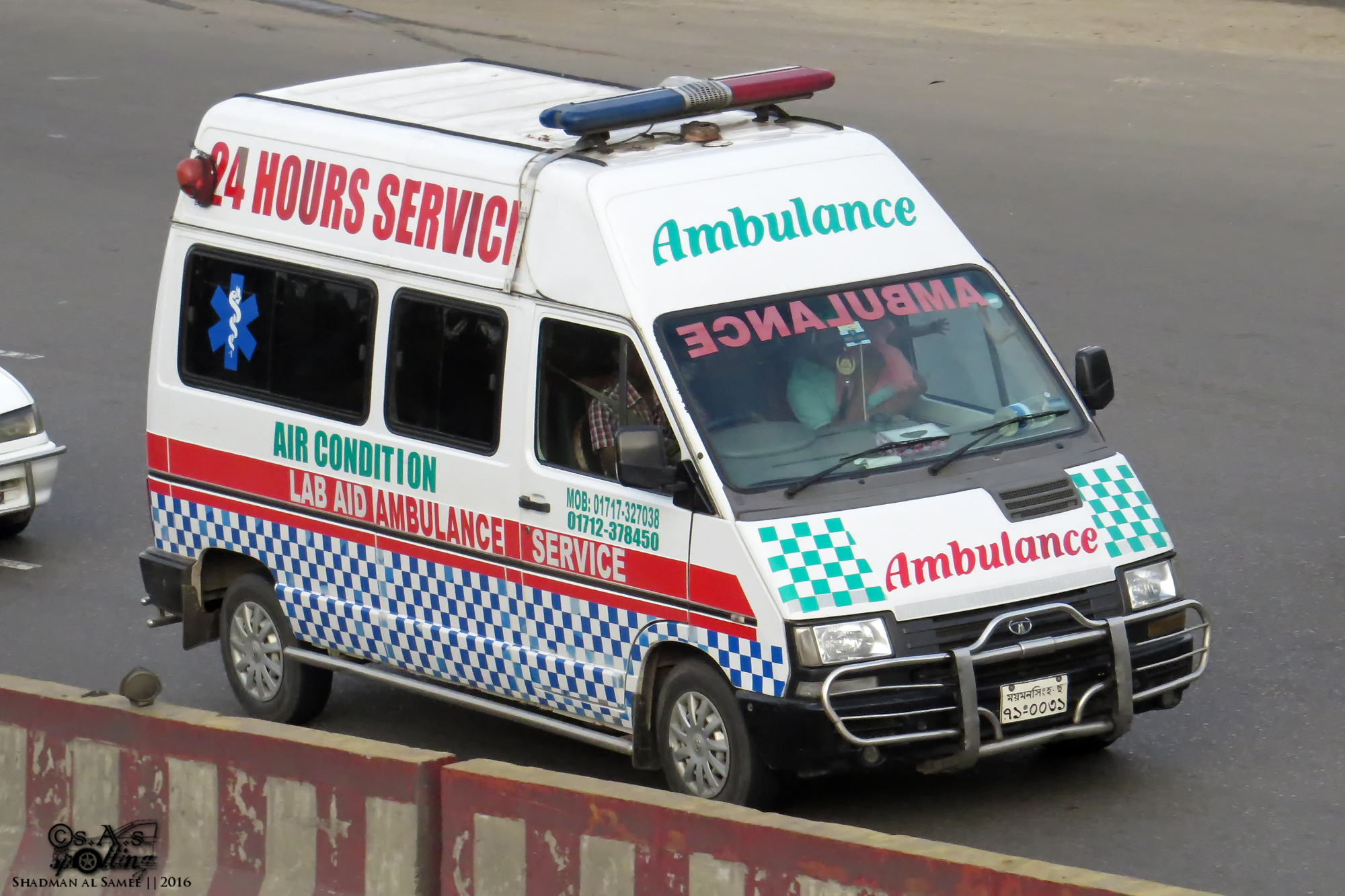
Автомобиль скорой медицинской помощи

Tata Winger — индийские микроавтобусы и специальные малотоннажные автомобили на их базе, серийно выпускавшиеся на заводе Tata Motors с 2007 года. За основу взяты французские модели Renault Trafic.

## Первое поколение (2007—2019)
Производство Tata Winger стартовало в 2007 году. В модельный ряд входили модели с длинной или короткой колёсной базой, а также высокой или низкой крышей. На базе автомобилей были произведены автомобили скорой медицинской помощи с двигателем BS-IV, школьные автобусы или фургоны с двигателем Bharat Stage VI. Вместимость автобуса с кондиционером составляет 10 мест, тогда как остальные версии вмещают в себя 11, 13 или 14 пассажиров.
Двигатель был взят от модели Tata Sumo. Его объём составляет, в общей сложности, 1948 см3. Двигателю присущи турбонаддув и промежуточное охлаждение TCIC. Исключение составляют короткие модели с двигателями мощностью 68 л. с.

## Второе поколение (2020—настоящее время)
Модели Tata Winger второго поколения производятся с 2020 года с 2,2-литровым турбодизельным двигателем BS-VI (Евро-6) мощностью 99 л. с. и крутящим моментом 200 Н*м. Колёсные базы составляют 2800, 3200 и 3488 мм, высоты крыш изменились, некоторым моделям присущ кондиционер. Микроавтобусы вмещают в себя 9—20 пассажиров.

## Особенности
Привод автомобиля — передний, двигатель установлен продольно. За всю историю производства автомобиль комплектуется 5-ступенчатой механической трансмиссией. Задняя подвеска имеет параболические рессоры, впереди установлена подвеска Макферсон.